# Marvin Chávez
Marvin Antonio Chávez (* 3. November 1983 in La Ceiba) ist ein honduranischer ehemaliger Fußballspieler.

## Vereinskarriere
Chávez wechselte im Alter von 25 Jahren zum FC Dallas in die nordamerikanische Profiliga MLS und kam dort am 13. September 2009 gegen Los Angeles Galaxy zu seinem ersten Einsatz. Es dauert über ein Jahr, ehe er am 26. September 2010 im Spiel gegen Sporting Kansas City mit dem Treffer zum zwischenzeitlichen 1:0 sein erstes Tor in der MLS erzielte. Nach 67 Einsätzen wechselte er zu den San José Earthquakes, für die er in 50 Spielen fünf Tore erzielte. Im Januar 2014 wechselte er zu den Colorado Rapids, die er nach vier wenig erfolgreichen Monaten, in denen er lediglich viermal im Kader stand und zwei Kurzeinsätze absolvierte, wieder verließ. Seit Mai 2014 spielt Chávez für CD Chivas USA. Zu seinem ersten Einsatz für das Team aus Carson kam er am 11. Mai 2014, als er im Spiel gegen seinen vorherigen Verein aus Colorado in der 57. Minute für Agustín Pelletieri eingewechselt wurde und ihm direkt zwei Tore gelangen.

## Nationalmannschaft
Chávez gewann mit der honduranischen Fußballnationalmannschaft die Central American Cup 2011. Bei diesem Turnier kam er viermal zum Einsatz und erzielte dabei ein Tor. Während der Qualifikation zur Weltmeisterschaft 2014 kam er neunmal zum Einsatz und wurde anschließend auch in den Kader für die Weltmeisterschaft in Brasilien berufen.